# Parey-sous-Montfort
Pour l’article homonyme, voir Parey-Saint-Césaire.
Parey-sous-Montfort est une commune française située dans le département des Vosges et dans la région Grand Est.

## Géographie

### Localisation
| Belmont-sur-Vair | Gemmelaincourt      |                    |
|                  | Parey-sous-Montfort | Domjulien          |
| Saint-Remimont   | Vittel              | They-sous-Montfort |

### Géologie et relief
Parey-sous-Montfort est situé au nord de Vittel, à flanc de la colline dominant la vallée de du ruisseau de la Malmaison, affluent du Petit Vair.

### Sismicité
Commune située dans une zone  de sismicité très faible.

### Hydrographie et les eaux souterraines
Hydrogéologie et climatologie : Système d’information pour la gestion des eaux souterraines du bassin Rhin-Meuse :
Territoire communal : Occupation du sol (Corinne Land Cover); Cours d'eau (BD Carthage),
Géologie : Carte géologique; Coupes géologiques et techniques,
 Hydrogéologie : Masses d'eau souterraine; BD Lisa; Cartes piézométriques.

#### Réseau hydrographique
La commune est située dans le bassin versant de la Meuse au sein du bassin Rhin-Meuse. Elle est drainée par le ruisseau de They et le ruisseau de la Malmaison,, sur lequel se trouvait un moulin (moulin de Chantereine), au sud du village (mentionné sur la carte d'état-major 1820-1866 et sur la carte de Cassini. voir Géoportail) et encore exploité vers 1835 par la famille Kilslick, une famille d'agriculteurs et meuniers mennonite.

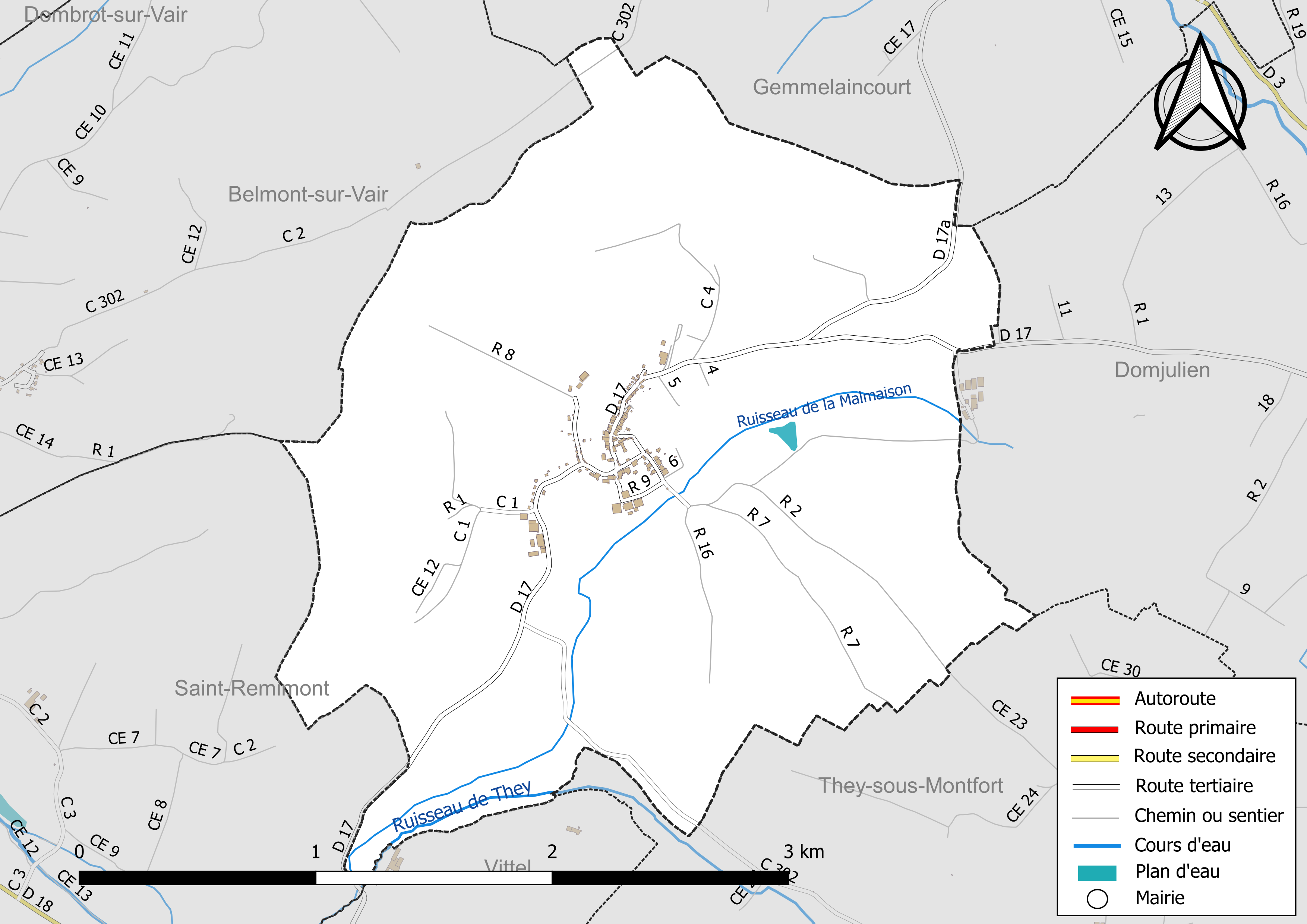
Réseaux hydrographique et routier de Parey-sous-Montfort.

#### Gestion et qualité des eaux
Le territoire communal est couvert par le schéma d'aménagement et de gestion des eaux (SAGE) « Nappe des Grès du Trias Inférieur ». Ce document de planification, dont le territoire comprend le périmètre de la zone de répartition des eaux de la nappe des Grès du trias inférieur (GTI), d'une superficie de 1 497 km2,  est en cours d'élaboration. L’objectif poursuivi est de stabiliser les niveaux piézométriques de la nappe des GTI et atteindre l'équilibre entre les prélèvements et la capacité de recharge de la nappe. Il doit être cohérent avec les objectifs de qualité définis dans les SDAGE Rhin-Meuse et Rhône-Méditerranée. La structure porteuse de l'élaboration et de la mise en œuvre est le conseil départemental des Vosges.
La qualité des eaux de baignade et des cours d’eau peut être consultée sur un site dédié géré par les agences de l’eau et l’Agence française pour la biodiversité.

### Climat
Pour des articles plus généraux, voir Climat du Grand Est et Climat des Vosges.
En 2010, le climat de la commune est de type climat de montagne, selon une étude du Centre national de la recherche scientifique s'appuyant sur une série de données couvrant la période 1971-2000. En 2020, Météo-France publie une typologie des climats de la France métropolitaine dans laquelle la commune est exposée à un climat océanique altéré et est dans la région climatique  Lorraine, plateau de Langres, Morvan, caractérisée par un hiver rude (1,5 °C), des vents modérés et des brouillards fréquents en automne et hiver. 
Pour la période 1971-2000, la température annuelle moyenne est de 9,4 °C, avec une amplitude thermique annuelle de 17 °C. Le cumul annuel moyen de précipitations est de 913 mm, avec 12,9 jours de précipitations en janvier et 9,5 jours en juillet. Pour la période 1991-2020, la température moyenne annuelle observée sur la station météorologique de Météo-France la plus proche, « Lignéville », sur la commune de Lignéville à 10 km à vol d'oiseau, est de 10,3 °C et le cumul annuel moyen de précipitations est de 856,3 mm. 
La température maximale relevée sur cette station est de 38,7 °C, atteinte le 25 juillet 2019 ; la température minimale est de −17,5 °C, atteinte le 20 décembre 2009,,. 
Les paramètres climatiques de la commune ont été estimés pour le milieu du siècle (2041-2070) selon différents scénarios d'émission de gaz à effet de serre à partir des nouvelles projections climatiques de référence DRIAS-2020. Ils sont consultables sur un site dédié publié par Météo-France en novembre 2022.

## Urbanisme

### Typologie
Au 1er janvier 2024, Parey-sous-Montfort est catégorisée commune rurale à habitat dispersé, selon la nouvelle grille communale de densité à sept niveaux définie par l'Insee en 2022.
Elle est située hors unité urbaine. Par ailleurs la commune fait partie de l'aire d'attraction de Vittel - Contrexéville, dont elle est une commune de la couronne,. Cette aire, qui regroupe 72 communes, est catégorisée dans les aires de moins de 50 000 habitants,.

### Occupation des sols
L'occupation des sols de la commune, telle qu'elle ressort de la base de données européenne d’occupation biophysique des sols Corine Land Cover (CLC), est marquée par l'importance des territoires agricoles (68,8 % en 2018), une proportion identique à celle de 1990 (68,8 %). La répartition détaillée en 2018 est la suivante : 
prairies (34,8 %), forêts (26,8 %), terres arables (24,5 %), zones agricoles hétérogènes (9,5 %), zones urbanisées (4,4 %). L'évolution de l’occupation des sols de la commune et de ses infrastructures peut être observée sur les différentes représentations cartographiques du territoire : la carte de Cassini (XVIIIe siècle), la carte d'état-major (1820-1866) et les cartes ou photos aériennes de l'IGN pour la période actuelle (1950 à aujourd'hui).

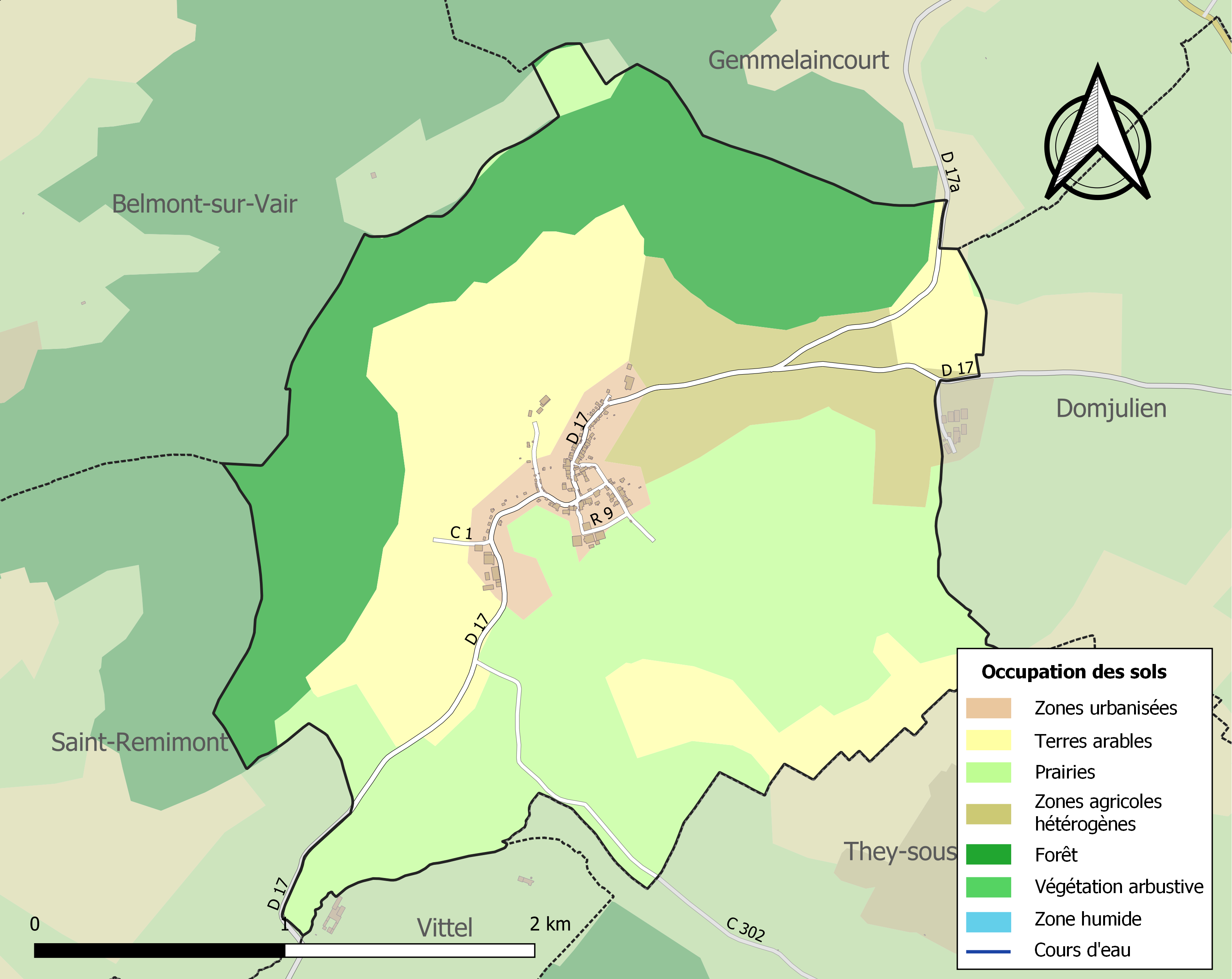
Carte des infrastructures et de l'occupation des sols de la commune en 2018 (CLC).

### Voies de communications et transports

#### Transports en commun
- Fluo Grand Est.

## Toponymie
Le nom de la localité est attesté sous les formes Parey, in Pareto (avant 1126) ; Allodium de Paré (1145) ; ? Guillaume de Pereis (1348) ; Rector parrochialis ecclesie de Parellis subtus Montfort (1372) ; Parelz prope Vitellum (1402) ; Parey (1465) ; Paret sous Montfort (XVIIIe siècle).

Parey : latin paries, parietis, du vieux français perei , de l'oïl pareit, du français paroi, désigne  une muraille servant de clôture ou une paroi de rocher, au pied de la colline, un sommet ».
La seconde partie du nom fait référence au château fortifié qui s'élevait sur la « crête, colline ou butte du Mont fort (Montfort) » qui culmine à 461 métres.
Il s’agit d’une situation particulière où cinq communes ont reçu le nom d'une colline assez élevée, localement appelée le « mont fort » : Girovillers-sous-Montfort, La Neuveville-sous-Montfort, They-sous-Montfort,  Domèvre-sous-Montfort, et Parey-sous-Montfort.

## Histoire
Le prieuré fut fondé en 1662 par Joachim Vaultrin, originaire de Parey.
Les prémontrés acquirent la seigneurie de Parey, avec les droits seigneuriaux, ainsi que ceux de la seigneurie de Lucy à Belmont-sur-Vair.
Des mines de charbon sont exploitées de manière irrégulière par différentes compagnies entre les années 1820 et les années 1920,.

## Politique et administration
| Période                                  | Période  | Identité                      | Étiquette | Qualité                               |
| ---------------------------------------- | -------- | ----------------------------- | --------- | ------------------------------------- |
| Les données manquantes sont à compléter. |          |                               |           |                                       |
|                                          |          | Jean Liebaux (1918-2010)      |           |                                       |
| mars 2001                                | mai 2014 | Francis Cherpitel (1963-2014) |           | Agriculteur Décédé en cours de mandat |
| juillet 2014                             | En cours | Sullyvan Gérard               |           | Moniteur d'atelier en ESAT            |

### Budget et fiscalité 2022

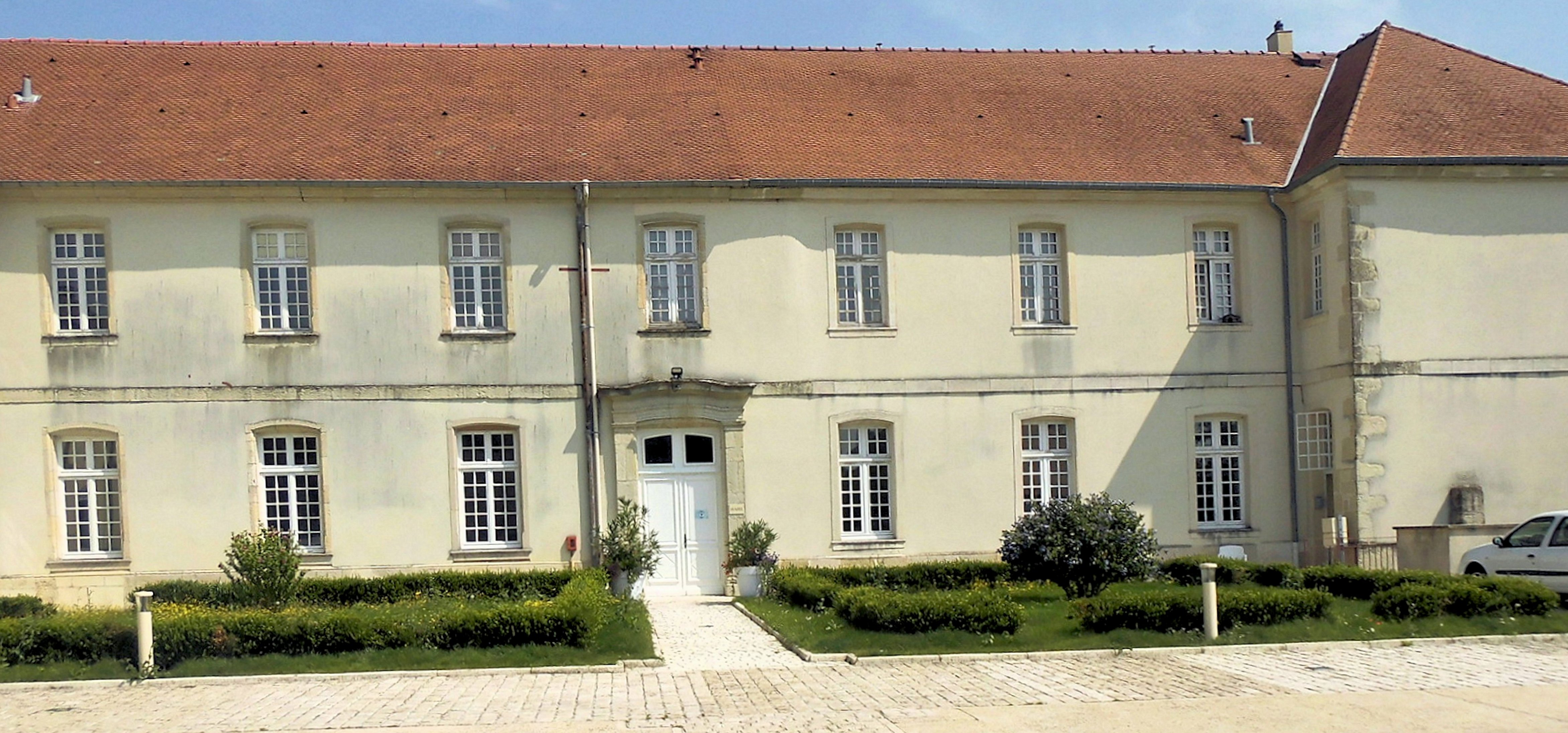
La mairie.

En 2022, le budget de la commune était constitué ainsi :
- total des produits de fonctionnement : 137 000 €, soit 843 € par habitant ;
- total des charges de fonctionnement : 96 000 €, soit 587 € par habitant ;
- total des ressources d'investissement : 80 000 €, soit 494 € par habitant ;
- total des emplois d'investissement : 26 000 €, soit 160 € par habitant ;
- endettement : 2 000 €, soit 12 € par habitant.

Avec les taux de fiscalité suivants :
- taxe d'habitation : 23,94 % ;
- taxe foncière sur les propriétés bâties : 41,49 % ;
- taxe foncière sur les propriétés non bâties : 44,98 % ;
- taxe additionnelle à la taxe foncière sur les propriétés non bâties : 38,75 % ;
- cotisation foncière des entreprises : 21,93 %.

Chiffres clés Revenus et pauvreté des ménages en 2021 : médiane en 2021 du revenu disponible, par unité de consommation : 23 480 €.

## Démographie
L'évolution du nombre d'habitants est connue à travers les recensements de la population effectués dans la commune depuis 1793. Pour les communes de moins de 10 000 habitants, une enquête de recensement portant sur toute la population est réalisée tous les cinq ans, les populations de référence des années intermédiaires étant quant à elles estimées par interpolation ou extrapolation. Pour la commune, le premier recensement exhaustif entrant dans le cadre du nouveau dispositif a été réalisé en 2004.

En 2022, la commune comptait 172 habitants, en évolution de +19,44 % par rapport à 2016 (Vosges : −2,96 %, France hors Mayotte : +2,11 %).
| 1793 | 1800 | 1806 | 1821 | 1831 | 1836 | 1841 | 1846 | 1856 |
| ---- | ---- | ---- | ---- | ---- | ---- | ---- | ---- | ---- |
| 300  | 313  | 342  | 413  | 437  | 418  | 406  | 389  | 283  |

| 1861 | 1866 | 1876 | 1881 | 1886 | 1891 | 1896 | 1901 | 1906 |
| ---- | ---- | ---- | ---- | ---- | ---- | ---- | ---- | ---- |
| 289  | 275  | 284  | 280  | 265  | 240  | 213  | 211  | 217  |

| 1911 | 1921 | 1926 | 1931 | 1936 | 1946 | 1954 | 1962 | 1968 |
| ---- | ---- | ---- | ---- | ---- | ---- | ---- | ---- | ---- |
| 201  | 162  | 155  | 162  | 174  | 166  | 168  | 153  | 150  |

| 1975 | 1982 | 1990 | 1999 | 2004 | 2006 | 2009 | 2014 | 2019 |
| ---- | ---- | ---- | ---- | ---- | ---- | ---- | ---- | ---- |
| 181  | 168  | 158  | 154  | 151  | 148  | 136  | 141  | 159  |

| 2022 | - | - | - | - | - | - | - | - |
| ---- | - | - | - | - | - | - | - | - |
| 172  | - | - | - | - | - | - | - | - |

## Lieux et monuments

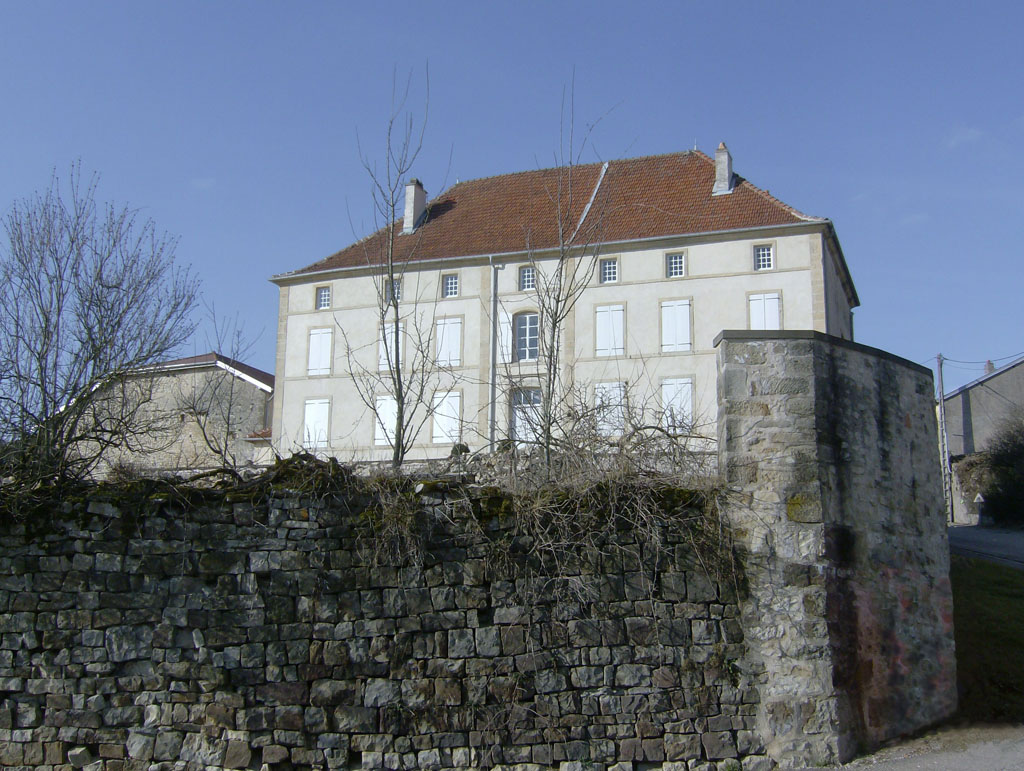
Maison seigneuriale du Houx.
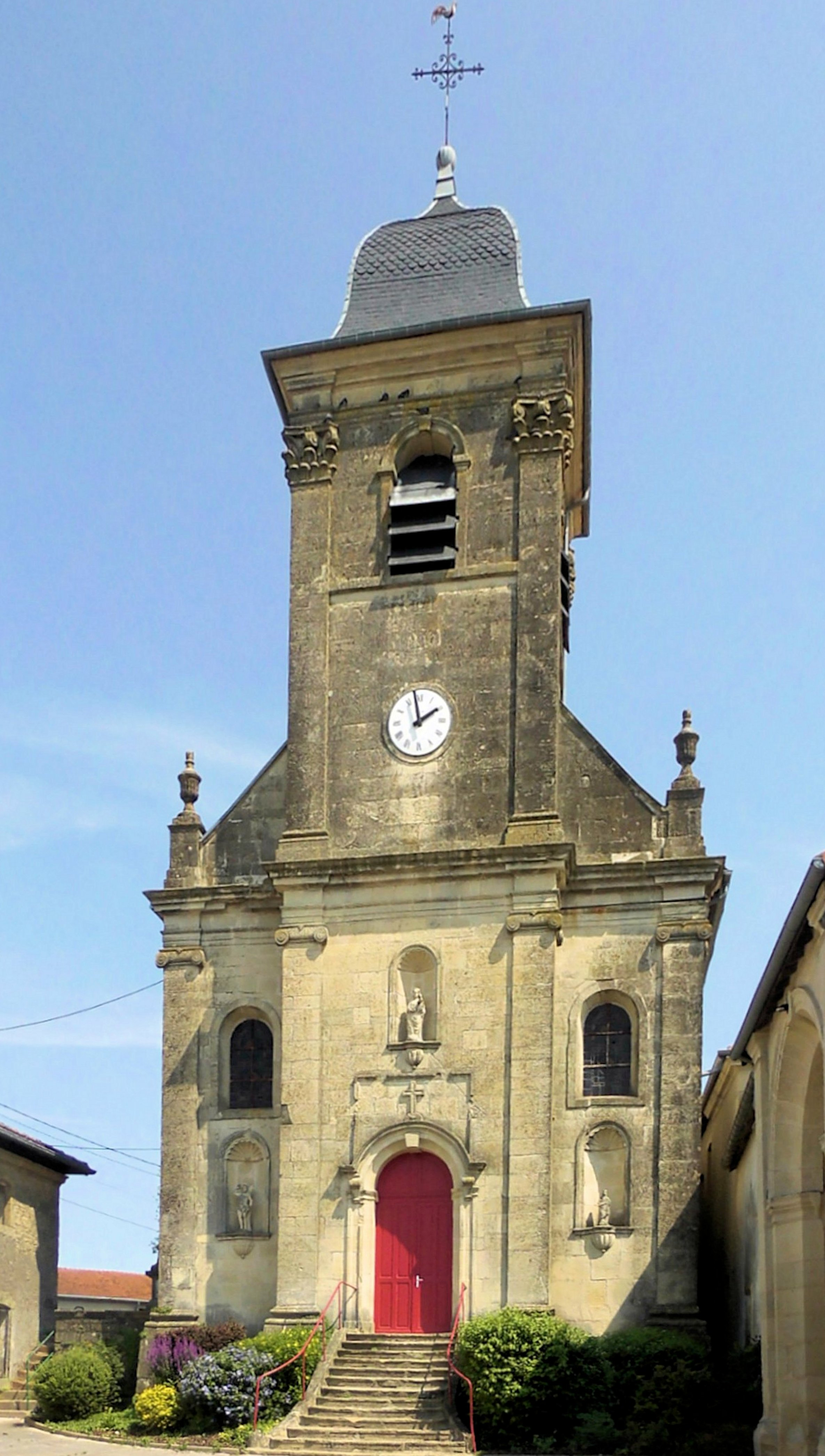
L'église Saint-Martin de l'ancien prieuré.
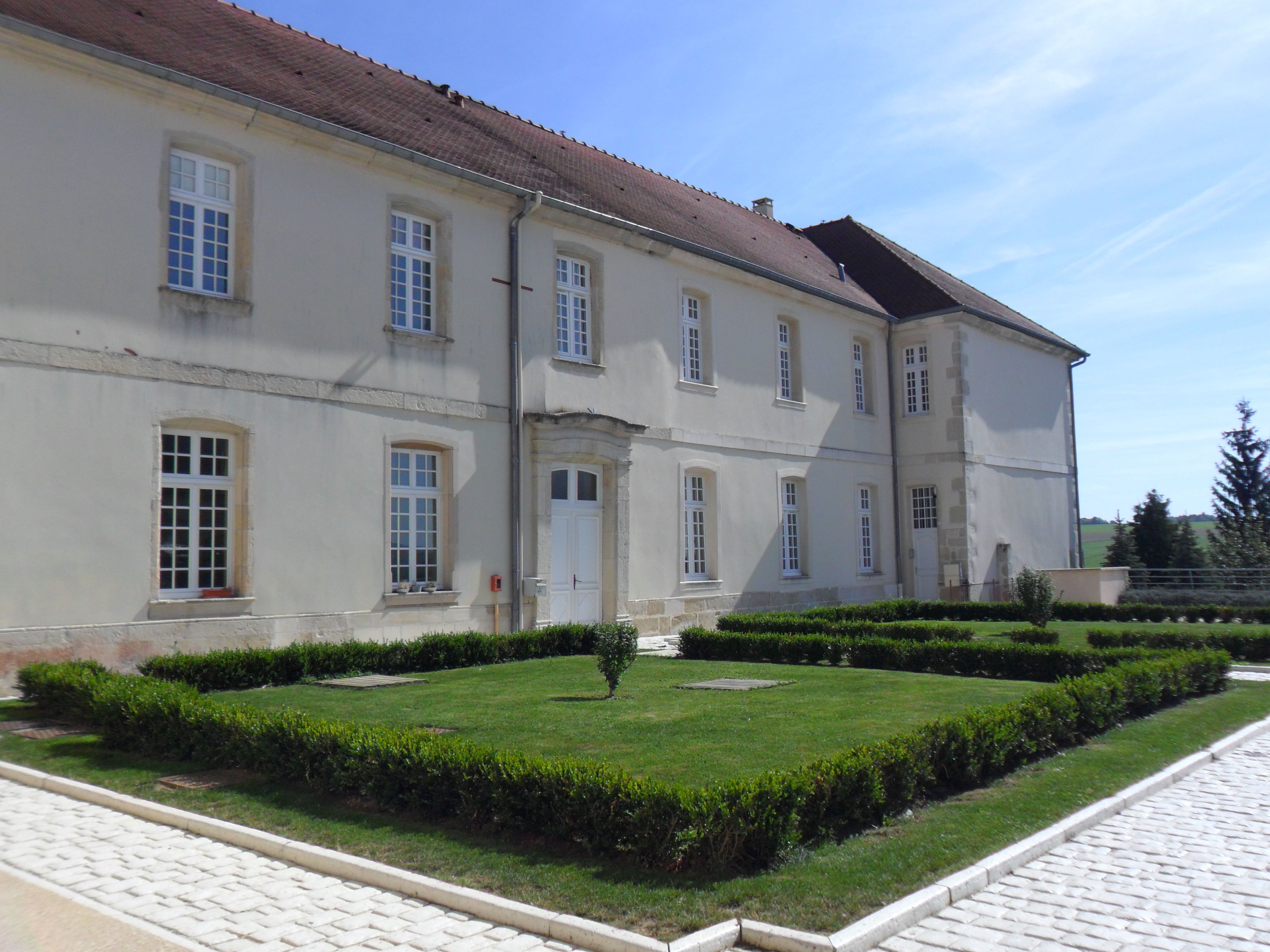
Bâtiment conventuel de l'ancien prieuré.
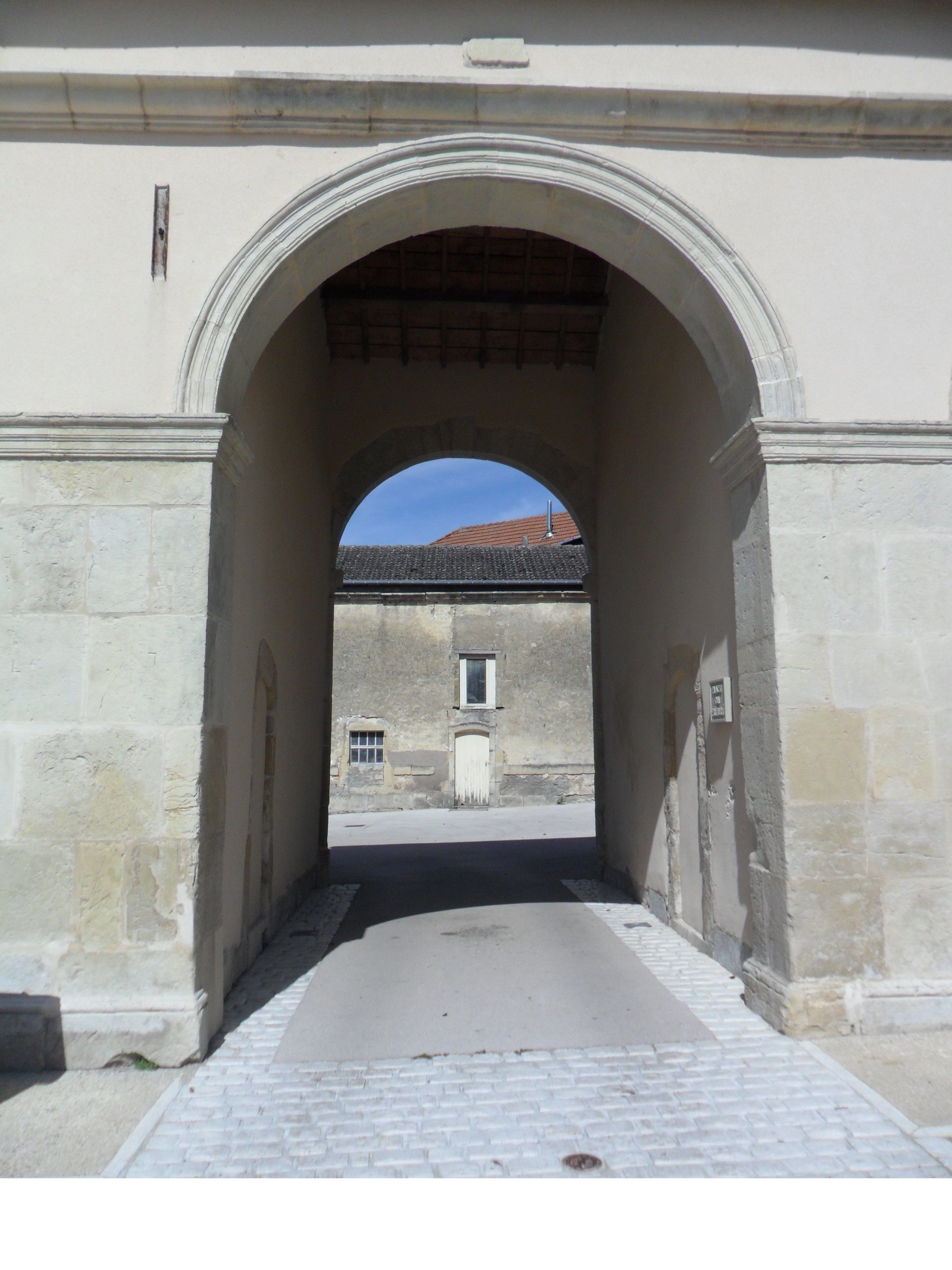
Porche de l'ancien prieuré.

- Le domaine de l'ancienne maison seigneuriale du Houx, dont les façades et toitures du logis ainsi que le jardin sont inscrits sur l'Inventaire supplémentaire des monuments historiques par arrêté du 27 octobre 2003 et le colombier inscrit par arrêté du 21 avril 2006[30].
- L'ancien prieuré, fondé en 1662 et reconstruit en 1744, dont l'église[31], l'ancienne aile des religieux, le porche et le corps de jonction entre le porche et l'ancienne aile des religieux sont inscrits aux monuments historiques par arrêté du 15 décembre 1997[32].

Dans l'église :
* Autel secondaire nord.
* maître-autel.
* Autel secondaire sud.
* Clôture de chœur (grille de communion).
* Tableau portait de Nicolas Guerguin.
- Monument aux morts 1914-1918[38],[39],[40],[41].
- Patrimoine architectural rural recensé par le service de l'Inventaire général du patrimoine culturel[42].

## Pour approfondir